# Hungária Körúti Stadion
Het Hungária Körúti Stadion was een multifunctioneel stadion in Boedapest, de hoofdstad van Hongarije. Het heette tussen 1947 en 2002 MTK stadion.
In 1911 werd de grond beschikbaar gemaakt voor de bouw van dit stadion, dat uiteindelijk werd geopend in 1912. Het stadion zou worden gebruikt voor voetbal- en atletiekwedstrijden. In het stadion was plaats voor 40.000 toeschouwers. Het recordaantal toeschouwers was aanwezig bij de wedstrijden tussen het Hongaarse voetbalelftal en Oostenrijk, op 30 april 1922. Er maakten verschillende clubs gebruik van dit stadion. Tussen 1912 en 1945 was dat MTK Boedapest FC.
Tijdens de Tweede Wereldoorlog liep dit stadion door bombardementen ernstige schade op. Het stadion werd weer volledig hersteld tussen 1945 en 1947. Het stadion werd gesloten en in 2014 gesloten en daarna afgebroken. Op de plaats van dit stadion kwam een nieuw stadion, Hidegkuti Nándor Stadion.

## Interlands
| Voetbalinterlands | Voetbalinterlands | Voetbalinterlands             | Voetbalinterlands | Voetbalinterlands                                | Voetbalinterlands |
| №                 | Datum             | Wedstrijd                     | Uitslag           | Competitie                                       | Toeschouwers      |
| ----------------- | ----------------- | ----------------------------- | ----------------- | ------------------------------------------------ | ----------------- |
| 1                 | 26 oktober 1913   | Hongarije – Oostenrijk        | 4–3               | Vriendschappelijk (Wagner Trofee)                | 32.000            |
| 2                 | 2 mei 1915        | Hongarije – Oostenrijk        | 2–5               | Vriendschappelijk                                | 16.000            |
| 3                 | 4 juni 1916       | Hongarije – Oostenrijk        | 2–1               | Vriendschappelijk                                | 16.000            |
| 4                 | 3 juni 1917       | Hongarije – Oostenrijk        | 6–2               | Vriendschappelijk                                | 22.000            |
| 5                 | 14 april 1918     | Hongarije – Oostenrijk        | 2–0               | Vriendschappelijk                                | 20.000            |
| 6                 | 12 mei 1918       | Hongarije – Zwitserland       | 2–1               | Vriendschappelijk                                | 16.000            |
| 7                 | 9 november 1919   | Hongarije – Oostenrijk        | 3–2               | Vriendschappelijk                                | 27.000            |
| 8                 | 7 november 1920   | Hongarije – Oostenrijk        | 1–2               | Vriendschappelijk                                | 30.000            |
| 9                 | 5 juni 1921       | Hongarije – Duitsland         | 3–0               | Vriendschappelijk                                | 30.000            |
| 10                | 18 december 1921  | Hongarije – Polen             | 1–0               | Vriendschappelijk                                | 8.000             |
| 11                | 30 april 1922     | Hongarije – Oostenrijk        | 1–1               | Vriendschappelijk                                | 30.000            |
| 12                | 23 september 1923 | Hongarije – Oostenrijk        | 2–0               | Vriendschappelijk                                | 38.000            |
| 13                | 6 april 1924      | Hongarije – Italië            | 7–1               | Vriendschappelijk                                | 35.000            |
| 14                | 4 mei 1924        | Hongarije – Oostenrijk        | 2–2               | Vriendschappelijk                                | 40.000            |
| 15                | 25 maart 1925     | Hongarije – Zwitserland       | 5–0               | Vriendschappelijk                                | 40.000            |
| 16                | 21 mei 1925       | Hongarije – België            | 1–3               | Vriendschappelijk                                | 25.000            |
| 17                | 2 mei 1926        | Hongarije – Oostenrijk        | 0–3               | Vriendschappelijk                                | 35.000            |
| 18                | 20 augustus 1926  | Hongarije – Polen             | 4–1               | Vriendschappelijk                                | 9.000             |
| 19                | 9 oktober 1927    | Hongarije – Tsjecho-Slowakije | 1–2               | Vriendschappelijk                                | 40.000            |
| 20                | 6 mei 1928        | Hongarije – Oostenrijk        | 5–5               | Vriendschappelijk                                | 33.000            |
| 21                | 6 oktober 1929    | Hongarije – Oostenrijk        | 2–1               | Vriendschappelijk                                | 32.000            |
| 22                | 1 juni 1930       | Hongarije – Oostenrijk        | 2–1               | Vriendschappelijk                                | 20.000            |
| 23                | 26 oktober 1930   | Hongarije – Tsjecho-Slowakije | 1–1               | Vriendschappelijk                                | 12.000            |
| 24                | 12 april 1931     | Hongarije – Zwitserland       | 6–2               | Centraal-Europese Internationale Beker 1931-1932 | 25.000            |
| 25                | 4 oktober 1931    | Hongarije – Oostenrijk        | 2–2               | Centraal-Europese Internationale Beker 1931-1932 | 32.000            |
| 26                | 8 mei 1932        | Hongarije – Italië            | 1–1               | Centraal-Europese Internationale Beker 1931-1932 | 40.000            |
| 27                | 30 oktober 1932   | Hongarije – Duitsland         | 2–1               | Vriendschappelijk                                | 15.000            |
| 28                | 19 maart 1933     | Hongarije – Tsjecho-Slowakije | 2–0               | Vriendschappelijk                                | 25.000            |
| 29                | 17 september 1933 | Hongarije – Zwitserland       | 3–0               | Centraal-Europese Internationale Beker 1933-1935 | 17.000            |
| 30                | 29 april 1934     | Hongarije – Bulgarije         | 4–1               | WK 1934 kwalificatie                             | 10.000            |
| 31                | 7 oktober 1934    | Hongarije – Oostenrijk        | 3–1               | Centraal-Europese Internationale Beker 1933-1935 | 33.000            |
| 32                | 22 september 1935 | Hongarije – Tsjecho-Slowakije | 1–0               | Centraal-Europese Internationale Beker 1933-1935 | 22.000            |
| 33                | 15 maart 1936     | Hongarije – Duitsland         | 3–2               | Vriendschappelijk                                | 35.000            |
| 34                | 3 mei 1936        | Hongarije – Ierse Vrijstaat   | 3–3               | Vriendschappelijk                                | 15.000            |
| 35                | 31 mei 1936       | Hongarije – Italië            | 1–2               | Vriendschappelijk                                | 28.000            |
| 36                | 9 mei 1937        | Hongarije – Joegoslavië       | 1–1               | Vriendschappelijk                                | 16.000            |
| 37                | 19 september 1937 | Hongarije – Tsjecho-Slowakije | 8–3               | Centraal-Europese Internationale Beker 1936-1938 | 27.000            |
| 38                | 25 maart 1938     | Hongarije – Griekenland       | 11–1              | WK 1938 kwalificatie                             | 14.000            |
| 39                | 18 mei 1939       | Hongarije – Ierland           | 2–2               | Vriendschappelijk                                | 18.000            |